# Hakuchi
El idiota (白痴, Hakuchi) es una película japonesa de 1951 dirigida por Akira Kurosawa. Adaptación de la novela homónima, escrita en 1869 por Fiódor Dostoyevski, traslada su ambientación en el Japón de la posguerra de la Segunda Guerra Mundial. Está interpretada en sus papeles principales por Setsuko Hara, Masayuki Mori y Toshirō Mifune. Inicialmente se rodó una versión de casi 250 minutos de duración pero, por decisión de los estudios, se redujo hasta los 166 minutos. El material adicional, descartado en el montaje final, permanece desaparecido.

## Sinopsis
Kinji Kameda (Mori) es un veterano soldado de la Segunda Guerra Mundial que fue condenado por error a ser fusilado como criminal de guerra. Indultado en el último momento el trauma experimentado por la situación le condujo a sufrir una demencia epiléptica que le provoca periódicas crisis. También, como consecuencia, el joven transforma su comportamiento personal convirtiéndose en una persona tan generosa, bondadosa y educada que es considerado por todos los demás "idiota".
Durante un viaje a Hokkaido, para visitar a un pariente suyo, Kameda coincide con Denkichi Akama (Mifune) con quien confraterniza rápidamente. Akama le habla de una misteriosa mujer, llamada Taeko Nasu (Hara), de quién está profundamente enamorado. Una vez llegados a Hokkaido Kameda descubrirá una enigmática fotografía de Taeko y queda profundamente fascinado por su belleza y el triste reflejo de su mirada. A partir de ese instante el destino de Kameda y de quienes le rodean se verá irremediablemente condicionado al precio del amor.

## Reparto
- Setsuko Hara - Taeko Nasu
- Masayuki Mori - Kinji Kameda
- Toshirō Mifune - Denkichi Akama
- Yoshiko Kuga - Ayako
- Takashi Shimura - Ono, padre de Ayako
- Chieko Higashiyama - Satoko, madre de Ayako
- Eijirô Yanagi - Tohata
- Minoru Chiaki - Mutsuo Kayama, la secretaria
- Noriko Sengoku - Takako
- Kokuten Kôdô - Jumpei
- Bokuzen Hidari - Karube
- Eiko Miyoshi - Madame Kayama
- Chiyoko Fumiya - Noriko
- Mitsuyo Akashi - Madame Akama
- Daisuke Inoue - Kaoru

## Producción

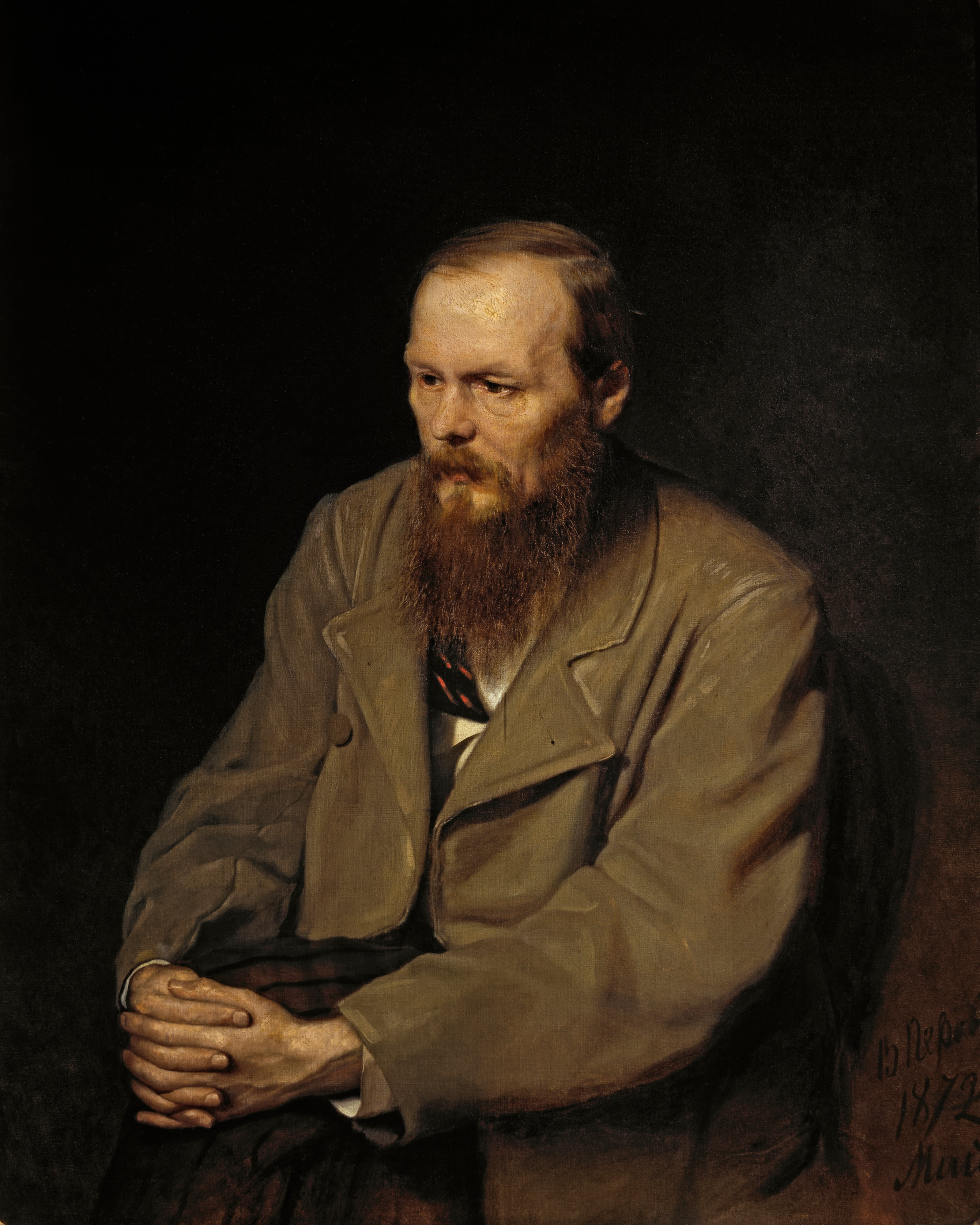
Retrato del escritor Fiódor Dostoyevski

Rodada tras Rashomon (1950), película de amplia repercusión internacional que se alzó con el León de Oro en la Mostra de Venecia y con el Óscar a mejor película internacional, el proceso de preproducción de Hakuchi fue previo a Rashomon. Reseñado como uno de los libros favoritos de Kurosawa la novela de Dostoyevski ha sido considerada por algunos críticos una influencia constante en la trayectoria del realizador. De estructura lineal, evitando el denominado Efecto Rashomon, la película fue recortada respecto a su duración original filmada de 244 minutos hasta la versión definitiva de 166 minutos.

## Recepción
La película obtiene en general positivas calificaciones en los portales de información cinematográfica aunque también existen críticas a factores formales como la fotografía. 

"En El idiota Kurosawa no muestra ninguna de las características de originalidad y virtuosismo cinematográfico que nos ha fascinado en otras películas del mismo periodo. La fotografía es rutinaria cuando no amateur."
Dwight MacDonald (Esquire Magazine) 

En IMDb con 4.311 valoraciones obtiene una puntuación de 7,3 sobre 10. En FilmAffinity con 1.014 votos obtiene una valoración de 6,9 sobre 10. En Rotten Tomatoes obtiene una calificación de "fresco" para el 70% de las 10 críticas profesionales y para el 73% de los 1.957 usuarios del portal.

"Pese a ser castigado por el material original, una novela de Dostoyevski, así como por el recorte de 80 minutos impuesto por los jefes del estudio, merece la pena ver El idiota. Especialmente por los fanáticos de Kurosawa. Esto, obviamente, significa que por todos."
Louis Proyect (rec.arts.movies.reviews] 